# Guguš
Faegheh Atašinová, známější pod uměleckým jménem Guguš (* 5. května 1950 Teherán) je íránská zpěvačka a herečka azerského původu. Byla hvězdou íránské pop-music 70. let a mimo jiné též velkou oblíbenkyní šáha Muhammada Rezá Pahlavího. Íránské ženy ji široce napodobovaly, rozšířila takto v Íránu módu minisukní či účesů, kterým se říkalo jejím jménem. Po íránské islámské revoluci v roce 1979 však musela umlknout, neboť konzervativní náboženský režim zakázal zpěv žen. Emigrovala až roku 2000. Po odchodu z Íránu absolvovala řadu koncertů v Evropě a Severní Americe. Má i vlastní reality show Googoosh Music Academy na londýnském satelitním kanálu Manoto 1. Mladší generace Íránců znovuobjevila její hudbu prostřednictvím internetu a ilegálních starších nahrávek. Ve své kariéře zpívala persky, ázerbájdžánsky, turecky, anglicky, španělsky, italsky, arabsky, arménsky a francouzsky.